# Ain Tagourait
Ain Tagourait (em árabe: عين تڨورايت), anteriormente Bérard durante a colonização francesa, é uma comuna localizada na província de Tipasa, Argélia. Sua população estimada em 2008 era de 10 411 habitantes.